# I ragazzi del paradiso
I ragazzi del paradiso (anche conosciuto come I bambini del cielo) (persiano: بچه‌های آسمان, Bacheha-ye Aseman) è un film di Majid Majidi del 1997. Fu nominato all'Oscar al miglior film straniero nel 1999.
È il sesto lungometraggio del regista iraniano.

## Trama
Teheran. Il piccolo Alì smarrisce l'unico paio di scarpe della sorellina Zahra che aveva ritirato dal ciabattino. Per tenere nascosto il fatto alla madre e al padre, che fa umile lavoro presso la moschea, comunicano tra loro mentre fanno i compiti e si dividono l'unico paio di scarpe buone che hanno per poter andare a scuola. Cercano di rimediare con i loro scarsi mezzi finché Alì partecipa ad una corsa campestre a premi per poter vincere il paio di scarpe dedicato al terzo posto.

## Produzione
Il film è stato girato a Teheran. Le riprese nella città sono state il più possibile nascoste per cercare di catturare più realisticamente gli aspetti della vita di tutti i giorni. I costi di produzione si sono aggirati intorno ai 180.000 dollari.

## Riconoscimenti
- 1999 - Premio Oscar
- Candidatura all'Oscar al miglior film straniero